# Квендза
Куэнца (фр. Quenza, корс. Quenza) — коммуна во Франции, находится в регионе Корсика. Департамент коммуны — Южная Корсика. Входит в состав кантона Таллано-Скопамене. Округ коммуны — Сартен.
Код INSEE коммуны — 2A254.

## Население
Население коммуны на 2008 год составляло 222 человека.
| 1962 | 1968 | 1975 | 1982 | 1990 | 1999 | 2008 |
| ---- | ---- | ---- | ---- | ---- | ---- | ---- |
| 301  | 307  | 302  | 229  | 214  | 215  | 222  |

## Экономика
В 2007 году среди 132 человек в трудоспособном возрасте (15—64 лет) 84 были экономически активными, 48 — неактивными (показатель активности — 63,6 %, в 1999 году было 60,0 %). Из 84 активных работало 76 человек (45 мужчин и 31 женщина), безработных было 8 (4 мужчины и 4 женщины). Среди 48 неактивных 13 человек были учениками или студентами, 13 — пенсионерами, 22 были неактивными по другим причинам.
В 2008 году в коммуне насчитывалось 107 облагаемых налогом домохозяйств, в которых проживали 221 человек, медиана доходов составляла 14 305 евро на одного человека.